# Setefilla (nombre)
Setefilla es un nombre propio de origen toponímico utilizado fundamentalmente en Lora del Río y su comarca. En un origen nombre árabe para describir el lugar donde establecieron los bereberes una fortaleza dependiente de la cora de Sevilla. Más tarde, al pasar ésta a manos cristianas es convertida en bailía, cuyo alfoz tenía siete plazas, y de ahí es nombrada Septefilas o Sietefilas.
Esta villa de Setefilla quedó despoblada en 1534, por ser de muy difícil abastecimiento de agua, pero sus emigrantes llevaron el culto a su imagen hasta la vecina Lora del Río, donde se establecieron. En la villa abandonada quedó la Ermita de Setefilla, siendo objeto de culto su imagen hasta nuestros días, y de cuya veneración surge el nombre propio femenino de Setefilla.
- Datos: Q16630793